# ادگار بارث

### ویلفرید ادگار بارث
ویلفرید ادگار بارث (به آلمانی: Wilfried Edgar Barth؛ زادهٔ ۲۶ ژانویهٔ ۱۹۱۷ در هرولد، راینلاند-فالتس – درگذشتهٔ ۲۰ مهٔ ۱۹۶۵ در لودویگزوبورگ، بادن-وورتمبرگ) رانندهٔ مسابقات اتومبیل‌رانی اهل آلمان بود که بیشتر به‌دلیل فعالیت‌هایش در دهه‌های ۱۹۵۰ و ۱۹۶۰ در رقابت‌های فرمول یک، لمانز و تورینگ شناخته می‌شود.

#### زندگی و آغاز فعالیت
بارث پیش از ورود به دنیای حرفه‌ای مسابقات، در دوران پس از جنگ جهانی دوم به‌تدریج وارد رقابت‌های اتومبیل‌رانی شد و استعداد خود را در رشته‌های استقامت و رالی نشان داد. او یکی از نخستین رانندگان آلمانی بود که توانست پس از دوران رکود ناشی از جنگ، خود را در سطح بین‌المللی مطرح کند.

#### فعالیت در فرمول یک
بارث در فصل‌های ۱۹۵۳، ۱۹۵۷، ۱۹۵۸، ۱۹۶۰، ۱۹۶۱ و ۱۹۶۴ مجموعاً در هفت گراند پری از مسابقات قهرمانی جهان فرمول یک شرکت کرد. با این حال، او هرگز موفق به کسب امتیاز در این رقابت‌ها نشد. بارث بیشتر به‌عنوان رانندهٔ آزمایشی یا جایگزین در تیم‌هایی مانند پورشه و کوپر شناخته می‌شد و گاه در نقش مکمل برای توسعه خودروهای مسابقه‌ای ایفای نقش می‌کرد.

#### افتخارات در مسابقات استقامت و گردشگری
اگرچه کارنامهٔ بارث در فرمول یک چندان درخشان نبود، اما وی در سایر شاخه‌های موتوراسپورت عملکرد قابل‌توجهی داشت. از جمله فعالیت‌های مهم او می‌توان به موارد زیر اشاره کرد:
- قهرمانی در کلاس‌های مختلف مسابقات استقامت و گردشگری در دههٔ ۱۹۵۰ و ۱۹۶۰
- شرکت موفق در مسابقات ۲۴ ساعتهٔ لمانز و مسابقات نوربرگ‌رینگ
- همکاری با شرکت پورشه در توسعه خودروهای مسابقه‌ای مانند مدل‌های 718 و 904
- قهرمانی در مسابقات قهرمانی اتومبیل‌های گردشگری اروپا که اعتبار زیادی برای او به ارمغان آورد.

#### ویژگی‌ها و سبک رانندگی
بارث به‌عنوان راننده‌ای با ثبات، قابل اعتماد و فنی شناخته می‌شد. او توانایی بالایی در مدیریت خودروهای استقامت داشت و مهارت خود را بیشتر در مسابقات طولانی و پیچیده نشان می‌داد. همچنین، رابطهٔ نزدیک او با مهندسان پورشه، موجب شد در توسعه فناوری‌های جدید در خودروهای مسابقه‌ای نقش مؤثری داشته باشد.

#### درگذشت
ویلفرید بارث در ۲۰ مهٔ ۱۹۶۵ و در سن ۴۸ سالگی، بر اثر ابتلا به سرطان در شهر لودویگزوبورگ، بادن-وورتمبرگ درگذشت. مرگ او به‌عنوان یکی از چهره‌های مهم دوران بازسازی صنعت اتومبیل‌رانی آلمان، با واکنش‌هایی از سوی جامعهٔ موتوراسپورت همراه شد.